# Laurenz Cronenberg
Laurenz Cronenberg, auch Laurentz Cronberg, (* vor 1520, † nach 1550) war ein spätmittelalterlicher Kölner Dombaumeister am Kölner Dom.

## Leben und Tätigkeit
Über den offiziell als „Domwerkmeister“ bezeichneten Bauingenieur ist wenig bekannt. Eine notarielle Urkunde vom 15. Februar 1539 zitiert Laurenz Cronenberg als Werkmeister der „Domfabrik“. Die Protokolle vom Rat der Stadt Köln weisen nach, dass ein „Meister Laurentz Cronberg“ städtischer Beamter gewesen und am 22. August 1547 wegen Krankheit aus dem Dienste als Umlauf oder städtischer Bauinspektor entlassen worden ist. „Weil der Umlauf Laurentz Cronenberg von den Doktoren für unrein erkannt worden ist, wird an seine Stelle Heinrich Bilck zum Umlauf gekoren.“ Johann Jakob Merlo vermutete 1895, dass Cronenberg nicht Domwerkmeister, sondern nur als Sachverständiger von der Dombauverwaltung hinzugezogen wurde. Der für aussätzig erklärte Cronenberg muss wohl bei seiner Entlassung bereits einige Zeit krank gewesen sein, denn Bilck hatte ihn schon vor August 1547 vertreten. Cronenberg bat die Stadt im Jahre 1550 um Unterhalt. Daraufhin erging ein Ratsbeschluss, wonach Cronenberg auf Lebenszeit wöchentlich einen Gulden kölnischen Geldes erhalten soll, die Rentmeister sollen eine geeignete Unterkunft für ihn suchen. Dieser Ratsbeschluss dokumentiert das letzte Lebenszeichen von Cronenberg, über den später nicht mehr berichtet wird.

## Einstellung der Bautätigkeit am Kölner Dom
Cronenbergs Tätigkeit für den Dom fiel in eine Zeit nachlassender Dombauarbeiten, denn das Interesse am Weiterbau des Doms sank wegen veränderter ästhetischer Vorstellungen und geringerer Pilgerzahlen. Letzter bekannter Dombaumeister war ab 1469 Johann Kuene van Franckenberg, der 1491 letztmals genannt wurde. Um 1500 fand noch die Grundsteinlegung des Nordturms statt, der erst 1880 im Zuge der neugotischen Vollendung des Doms fertiggestellt wurde. Seit 1510 wurden die Arbeiten am Dom nach und nach eingestellt. Jüngere Forschungen nehmen bereits für die Zeit nach 1530 einen weitgehenden Baustopp an, auch wenn noch Geld für Ausstattung und Reparaturen floss. Cronenberg war damit der letzte kreative städtische Verantwortliche für den Dom im Mittelalter. Leonard Ennen berichtet, dass im Jahre 1559 die letzte Geldausgabe für die Bautätigkeit floss und 1560 ein vollständiger Baustopp erfolgte, nachdem das Domkapitel 1560 offiziell die Finanzierung weiterer Dombauarbeiten beendet hatte. Das war auch der Grund dafür, dass die Funktion des Dombaumeisters und der Dombauverwaltung zunehmend an Bedeutung verlor. Der nächste offizielle Dombaumeister wurde erst 1821 mit Friedrich Adolf Ahlert berufen.